# Egon von Fürstenberg
Egon von Fürstenberg (Losanna, 29 giugno 1946 – Roma, 11 giugno 2004) è stato un principe e stilista tedesco.

## Biografia

### Infanzia

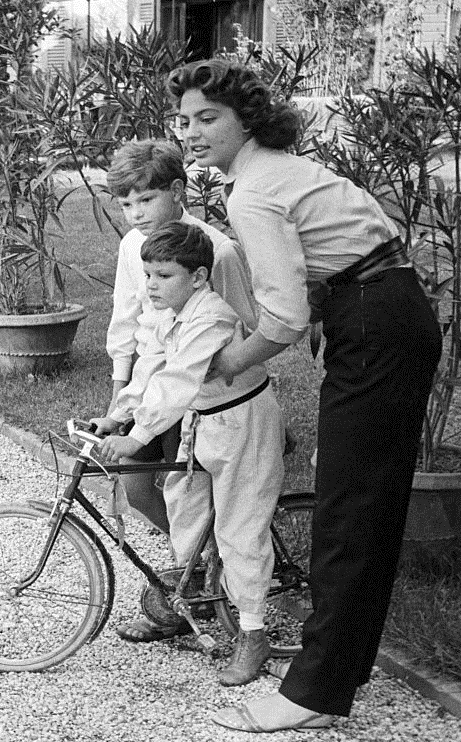
Egon von Fürstenberg insieme al fratello minore Sebastian e alla sorella Ira nel 1955

Il principe Eduard Egon Peter Paul Giovanni von und zu Fürstenberg era figlio di Tassilo Fürstenberg e della sua prima moglie, Clara Agnelli, sorella di Gianni e Umberto Agnelli. Egon aveva una sorella maggiore, Ira, ed un fratello minore, Sebastien. La seconda moglie del padre, Cecilia Amelia Hudson Blaffer, gli diede due fratellastri. 
Egon von Fürstenberg nacque a Losanna in Svizzera, fu battezzato da Angelo Giuseppe Roncalli (futuro papa Giovanni XXIII che all'epoca era nunzio apostolico in Francia) e crebbe a Venezia. 

### Carriera nella moda
Cominciò a lavorare nel campo della moda presso Macy's, studiando contemporaneamente alla Parson's School of Design. Cominciò a disegnare collezioni moda femminili per taglie forti, ed in seguito espanse la propria produzione al prêt-à-porter e ai profumi, licenziando anche una linea di alta moda, con sede a Roma.

### Matrimonio
Il 16 luglio 1969 sposò Diane Simone Michelle Halfin, nonostante le opposizioni degli altri membri della famiglia Fürstenberg, che obiettavano sul fatto che Diane fosse ebrea. La coppia ebbe due figli, il principe Alexandre Egon (1970) e la principessa Tatiana Desirée (1971), ma in seguito divorziò. 
Anche Diane von Fürstenberg intraprese la carriera di stilista, ottenendo un grande successo con la propria casa di moda. Nel 2000 in occasione del World Gay Pride di Roma, Egon dichiarò pubblicamente la propria bisessualità in un'intervista al quotidiano La Repubblica.

### Ultimi anni e morte
Fürstenberg scrisse due libri: The Power Look, (pubblicato in Italia col titolo Il vero signore si veste, Longanesi, 1988) una guida alla moda ed al buon gusto, e The Power Look at Home: Decorating for Men, un libro sull'arredamento. Von Fürstenberg creò anche un brand di design d'interni nel 1981. Egon von Fürstenberg morì all'ospedale Spallanzani di Roma l'11 giugno 2004, solamente 15 giorni dopo lo zio Umberto Agnelli. Lo stilista è sepolto nella tomba di famiglia a Strobl nel Salzkammergut in Austria.

## Discendenza
Il principe Egon e Diane Halfin ebbero due figli:
- Principe Alexandre Egon (n. 1970);
- Principessa Tatiana Desirée (n. 1971).

## Ascendenza
|                            |                  |                                                      | Genitori                                                |  |  | Nonni |  |  | Bisnonni                           |  |  | Trisnonni                    |  |
|                            |                  |                                                      |                                                         |  |  |       |  |  | Massimiliano Egon I di Fürstenberg |  |  | Carlo Egon II di Fürstenberg |  |
|                            |                  |                                                      |                                                         |  |  |       |  |  | Massimiliano Egon I di Fürstenberg |  |  | Carlo Egon II di Fürstenberg |  |
|                            |                  | Amalia di Baden                                      |                                                         |  |  |       |  |  | Massimiliano Egon I di Fürstenberg |  |  |                              |  |
| Karl Emil von Fürstenberg  |                  |                                                      |                                                         |  |  |       |  |  | Massimiliano Egon I di Fürstenberg |  |  |                              |  |
|                            |                  | Leontine von Khevenhüller-Metsch                     | Richard Maria von Khevenhüller-Metsch                   |  |  |       |  |  |                                    |  |  |                              |  |
|                            |                  | Leontine von Khevenhüller-Metsch                     | Richard Maria von Khevenhüller-Metsch                   |  |  |       |  |  |                                    |  |  |                              |  |
|                            |                  | Leontine von Khevenhüller-Metsch                     | Antonia Lichnowsky                                      |  |  |       |  |  |                                    |  |  |                              |  |
| Tassilo von Fürstenberg    |                  | Leontine von Khevenhüller-Metsch                     |                                                         |  |  |       |  |  |                                    |  |  |                              |  |
|                            |                  | Denis Festetics von Tolna                            | Antal Festetics von Tolna                               |  |  |       |  |  |                                    |  |  |                              |  |
|                            |                  | Denis Festetics von Tolna                            | Antal Festetics von Tolna                               |  |  |       |  |  |                                    |  |  |                              |  |
|                            |                  | Denis Festetics von Tolna                            | Amalia Borbala Splényi de Mihaldi                       |  |  |       |  |  |                                    |  |  |                              |  |
| Marie Festetics von Tolna  |                  | Denis Festetics von Tolna                            |                                                         |  |  |       |  |  |                                    |  |  |                              |  |
|                            |                  | Caroline Zichy de Zich et Vasonkeo                   | Karl Zichy de Zich et Vasonkeo                          |  |  |       |  |  |                                    |  |  |                              |  |
|                            |                  | Caroline Zichy de Zich et Vasonkeo                   | Karl Zichy de Zich et Vasonkeo                          |  |  |       |  |  |                                    |  |  |                              |  |
|                            |                  | Caroline Zichy de Zich et Vasonkeo                   | Crescentia von Seilern und Aspange                      |  |  |       |  |  |                                    |  |  |                              |  |
| Egon von Fürstenberg       |                  | Caroline Zichy de Zich et Vasonkeo                   |                                                         |  |  |       |  |  |                                    |  |  |                              |  |
|                            | Giovanni Agnelli | Edoardo Agnelli                                      |                                                         |  |  |       |  |  |                                    |  |  |                              |  |
|                            | Giovanni Agnelli | Edoardo Agnelli                                      |                                                         |  |  |       |  |  |                                    |  |  |                              |  |
|                            | Giovanni Agnelli | Aniceta Frisetti                                     |                                                         |  |  |       |  |  |                                    |  |  |                              |  |
| Edoardo Agnelli            | Giovanni Agnelli |                                                      |                                                         |  |  |       |  |  |                                    |  |  |                              |  |
|                            |                  | Clara Boselli                                        | Leopoldo Francesco Primo Boselli                        |  |  |       |  |  |                                    |  |  |                              |  |
|                            |                  | Clara Boselli                                        | Leopoldo Francesco Primo Boselli                        |  |  |       |  |  |                                    |  |  |                              |  |
|                            |                  | Clara Boselli                                        | Maddalena Lampugnani                                    |  |  |       |  |  |                                    |  |  |                              |  |
| Clara Agnelli              |                  | Clara Boselli                                        |                                                         |  |  |       |  |  |                                    |  |  |                              |  |
|                            |                  | Carlo Bourbon del Monte, IV principe di San Faustino | Ranieri Bourbon del Monte, III principe di San Faustino |  |  |       |  |  |                                    |  |  |                              |  |
|                            |                  | Carlo Bourbon del Monte, IV principe di San Faustino | Ranieri Bourbon del Monte, III principe di San Faustino |  |  |       |  |  |                                    |  |  |                              |  |
|                            |                  | Carlo Bourbon del Monte, IV principe di San Faustino | Maria Francesca Massimo                                 |  |  |       |  |  |                                    |  |  |                              |  |
| Virginia Bourbon del Monte |                  | Carlo Bourbon del Monte, IV principe di San Faustino |                                                         |  |  |       |  |  |                                    |  |  |                              |  |
|                            |                  | Jane Allen Campbell                                  | George W. Campbell Jr.                                  |  |  |       |  |  |                                    |  |  |                              |  |
|                            |                  | Jane Allen Campbell                                  | George W. Campbell Jr.                                  |  |  |       |  |  |                                    |  |  |                              |  |
|                            |                  | Jane Allen Campbell                                  | Virginia Watson                                         |  |  |       |  |  |                                    |  |  |                              |  |
|                            |                  | Jane Allen Campbell                                  |                                                         |  |  |       |  |  |                                    |  |  |                              |  |